# Десницкий, Пётр Павлович
Пётр Павлович Десницкий (13 июля 1911, Новенькое, Курская губерния — 19 сентября 1993, Железнодорожный, Московская область) — участник гражданской войны в Испании и Великой Отечественной войны, Герой Советского Союза, майор.

## Биография
Родился в крестьянской семье в селе Новенькое Курской губернии. Русский. Член ВКП(б)/КПСС с 1939 года. Окончил 9 классов и школу ФЗУ.
В Красной Армии с 1933 года (был призван), окончил школу младших авиаспециалистов и служил в ВВС РККА стрелком-радистом.
Участвовал в гражданской войне в Испании 1936—1939 годов, прибыв туда в начале осени 1936 года одним из первых советских военных специалистов.
Был зачислен в 1-ю Интернациональную бомбардировочную эскадрилью республиканцев (командир — Виктор Хользунов). Поскольку новейшие на то время советские бомбардировщики СБ (бомбардировщик) ещё не успели прибыть в Испанию, поначалу летал на поставленном Францией устаревшем бомбардировщике Potez 54 в экипаже болгарина Волкана Горанова (псевдоним, настоящее имя — Захари(й) Захариев).
Франкисты рвались к Мадриду. Во время битвы за Мадрид приходилось летать на устарелых самолётах и без истребительного прикрытия.
Утром 30 либо 31 октября 1936 года при выполнении боевого задания под Мадридом, при бомбёжке Навалькарнеро, «Потэ» Горанова, летевший в группе из трёх республиканских машин, был повреждён, отстал от своих и с одним работающим двигателем был вынужден в одиночку отбиваться от четырёх истребителей противника. Несмотря на тяжёлое ранение, стрелок-радист младший комвзвод Десницкий продолжал вести огонь и сбил немецкий истребитель «Хенкейль-51»; затем у пулемёта его сменил К. Т. Деменчук. Подбитый «Потэ» совершил вынужденную посадку между второй и третьей линиями окопов республиканцев. Под огнём противника экипаж смог добраться до своих и вынести раненых, в том числе Десницкого.
Десницкий был отправлен в госпиталь на окраине Мадрида, где ему срочно была сделана операция. После ранения был отправлен на Родину.
Постановлением ЦИК СССР от 31 декабря 1936 года «за образцовое выполнение специальных заданий Правительства и проявленный героизм» было присвоено звание Герой Советского Союза. В феврале 1937 года в Свердловском зале Кремля Десницкому был вручён орден Ленина, а после учреждения в 1939 году медали «Золотая Звезда» — вручена и она.
В 1941 году окончил Военно-воздушную академию, в 1942 году — курсы усовершенствования командного состава при этой же академии. 
На фронтах Великой Отечественной войны с 1943 года.
С 1948 года — в запасе. Жил в посёлке городского типа Ивня Белгородской области.
В 1980-х годах переехал к родственникам в город Железнодорожный Московской области.
Умер 19 сентября 1993 года. Похоронен в Железнодорожном на Пуршевском кладбище.

## Награды
За мужество и героизм, проявленные при выполнении интернационального долга, Десницкий Пётр Павлович 31 декабря 1936 года удостоен звания Героя Советского Союза, с вручением ордена Ленина, а после учреждения знака особого отличия ему была вручена медаль «Золотая Звезда» № 28.
Награждён орденом Ленина, орденом Отечественной войны 1-й степени, медалями.

## Память
- Имя Героя высечено золотыми буквами в зале Славы Центрального музея Великой Отечественной войны в Парке Победы города Москвы.
- Одна из главных улиц посёлка Ивня носит имя Героя.
- На доме, где жил Герой, установлена мемориальная доска.